# Samuel bar Nachman
Rab Samuel bar Nachman (auch: bar Nachmani oder ben Nachmani; * im 3. Jahrhundert in Palästina; † im 4. Jahrhundert) war ein Amoräer der dritten Generation in Palästina. 
Er war Schüler des Jonatan ben Eleasar. Als hochangesehener Haggadist wirkte er in Tiberias, er lebte zweimal längere Zeit in Babylonien.
Sein Hauptschüler und Tradent war Chelbo.